# سيسيل همفريز
سيسيل همفريز (بالإنجليزية: Cecil Humphreys)‏ هو ممثل بريطاني (وحمل سابقاً جنسية المملكة المتحدة لبريطانيا العظمى وأيرلندا)، ولد في 21 يوليو 1883 في المملكة المتحدة، وتوفي في 6 نوفمبر 1947 بنيويورك في الولايات المتحدة.

## وصلات خارجية
- سيسيل همفريز على موقع IMDb (الإنجليزية)
- سيسيل همفريز على موقع قاعدة بيانات برودواي على الإنترنت (الإنجليزية)
- سيسيل همفريز على موقع قاعدة بيانات الفيلم (الإنجليزية)